# Campeonato Mundial de Snowboard de 2021 - Slopestyle masculino
A prova do slopestyle masculino do Campeonato Mundial de Snowboard de 2021 ocorreu nos dias 10 de março e 12 de março em Aspen nos Estados Unidos. 

## Medalhistas
| Ouro                   | Prata                   | Bronze                 |
| Marcus Kleveland (NOR) | Sébastien Toutant (CAN) | Rene Rinnekangas (FIN) |

## Resultados

### Qualificação
Um total de 54 snowboarders participaram da competição.  A prova ocorreu no dia 10 de março.  Os 8 melhores de cada bateria avançaram para a fase final.
Baeria 1
| Colocação | Bib | Ordem de descida | Nome                   | Nacionalidade  | Descida 1 | Descida 2 | Melhor | Notas |
| --------- | --- | ---------------- | ---------------------- | -------------- | --------- | --------- | ------ | ----- |
| 1         | 12  | 18               | Leon Vockensperger     | Alemanha       | 35.00     | 92.25     | 92.25  | Q     |
| 2         | 5   | 4                | Lyon Farrell           | Estados Unidos | 88.50     | 25.00     | 88.50  | Q     |
| 3         | 9   | 5                | Hiroaki Kunitake       | Japão          | 85.00     | 40.50     | 85.00  | Q     |
| 4         | 30  | 11               | Casper Wolf            | Países Baixos  | 33.50     | 84.00     | 84.00  | Q     |
| 5         | 13  | 15               | Torgeir Bergrem        | Noruega        | 81.75     | 20.00     | 81.75  | Q     |
| 6         | 1   | 3                | Red Gerard             | Estados Unidos | 80.25     | 71.75     | 80.25  | Q     |
| 7         | 47  | 12               | Naj Mekinc             | Eslovênia      | 78.00     | 55.75     | 78.00  | Q     |
| 8         | 21  | 26               | Sebbe De Buck          | Bélgica        | 11.25     | 72.50     | 72.50  | Q     |
| 9         | 22  | 21               | Noah Vicktor           | Alemanha       | 20.25     | 71.50     | 71.50  |       |
| 10        | 39  | 16               | Gabriel Adams          | Reino Unido    | 70.75     | 3.25      | 70.75  |       |
| 11        | 25  | 8                | Emiliano Lauzi         | Itália         | 59.00     | 69.75     | 69.75  |       |
| 12        | 16  | 22               | Nicolas Huber          | Suíça          | 29.00     | 68.75     | 68.75  |       |
| 13        | 35  | 7                | William Mathisen       | Suécia         | 64.75     | 67.25     | 67.25  |       |
| 14        | 50  | 13               | Sébastien Konijnenberg | França         | 66.75     | 17.00     | 66.75  |       |
| 15        | 46  | 9                | Markus Olimstad        | Noruega        | 62.00     | 52.25     | 62.00  |       |
| 16        | 55  | 6                | Augustinho Teixeira    | Brasil         | 50.25     | 56.00     | 56.00  |       |
| 17        | 26  | 28               | Moritz Boll            | Suíça          | 49.50     | 19.75     | 49.50  |       |
| 18        | 43  | 17               | Billy Cockrell         | Reino Unido    | 47.00     | 9.50      | 47.00  |       |
| 19        | 51  | 23               | Anthon Bosch           | África do Sul  | 40.50     | 20.00     | 40.50  |       |
| 20        | 34  | 24               | Takeru Otsuka          | Japão          | 37.00     | 5.00      | 37.00  |       |
| 21        | 8   | 2                | Mark McMorris          | Canadá         | 28.25     | 34.25     | 34.25  |       |
| 22        | 31  | 14               | Clemens Millauer       | Áustria        | 23.00     | 33.75     | 33.75  |       |
| 23        | 38  | 10               | Botond István Fricz    | Hungria        | 30.50     | 18.00     | 30.50  |       |
| 24        | 4   | 1                | Justus Henkes          | Estados Unidos | 16.50     | 28.00     | 28.00  |       |
| 25        | 58  | 19               | Pedro Bidegain         | Argentina      | 9.00      | 26.75     | 26.75  |       |
| 26        | 17  | 20               | Moritz Thönen          | Suíça          | 21.75     | 17.50     | 21.75  |       |
| 27        | 54  | 25               | Federico Chiaradio     | Argentina      | 17.75     | 16.75     | 17.75  |       |
| 28        | 42  | 27               | Marinó Kristjánsson    | Islândia       | 8.50      | 13.50     | 13.50  |       |

Baeria 2
| Colocação | Bib | Ordem de descida | Nome                | Nacionalidade            | Descida 1 | Descida 2 | Melhor | Notas |
| --------- | --- | ---------------- | ------------------- | ------------------------ | --------- | --------- | ------ | ----- |
| 1         | 24  | 7                | Marcus Kleveland    | Noruega                  | 86.50     | 38.00     | 86.50  | Q     |
| 2         | 7   | 3                | Rene Rinnekangas    | Finlândia                | 41.75     | 86.00     | 86.00  | Q     |
| 3         | 2   | 4                | Dusty Henricksen    | Estados Unidos           | 81.75     | 83.50     | 83.50  | Q     |
| 4         | 32  | 18               | Sébastien Toutant   | Canadá                   | 81.50     | 35.50     | 81.50  | Q     |
| 5         | 14  | 21               | Kaito Hamada        | Japão                    | 27.50     | 81.00     | 81.00  | Q     |
| 6         | 33  | 20               | Maxence Parrot      | Canadá                   | 77.75     | 80.00     | 80.00  | Q     |
| 7         | 10  | 5                | Ruki Tobita         | Japão                    | 55.75     | 79.75     | 79.75  | Q     |
| 8         | 40  | 19               | Chris Corning       | Estados Unidos           | 78.25     | 24.25     | 78.25  | Q     |
| 9         | 36  | 22               | Leon Gütl           | Alemanha                 | 22.75     | 77.75     | 77.75  |       |
| 10        | 29  | 12               | Emil Zulian         | Itália                   | 77.00     | 23.50     | 77.00  |       |
| 11        | 3   | 1                | Ståle Sandbech      | Noruega                  | 21.00     | 75.25     | 75.25  |       |
| 12        | 28  | 11               | Mikko Rehnberg      | Finlândia                | 62.75     | 72.75     | 72.75  |       |
| 12        | 37  | 24               | Samuel Jaroš        | Eslováquia               | 72.75     | 17.00     | 72.75  |       |
| 14        | 18  | 13               | Vlad Khadarin       | Federação Russa de Esqui | 72.50     | 63.25     | 72.50  |       |
| 15        | 6   | 2                | Sven Thorgren       | Suécia                   | 71.00     | 24.50     | 71.00  |       |
| 16        | 41  | 15               | Moritz Amsuess      | Áustria                  | 59.25     | 16.50     | 59.25  |       |
| 17        | 20  | 10               | Matthew Cox         | Austrália                | 17.75     | 59.00     | 59.00  |       |
| 18        | 53  | 16               | Matija Milenković   | Sérvia                   | 11.50     | 58.50     | 58.50  |       |
| 19        | 52  | 26               | Álvaro Yáñez        | Chile                    | 25.75     | 50.00     | 50.00  |       |
| 20        | 56  | 9                | Dante Brčić         | Croácia                  | 15.25     | 48.00     | 48.00  |       |
| 21        | 57  | 25               | Motiejus Morauskas  | Lituânia                 | 44.25     | 23.50     | 44.25  |       |
| 22        | 45  | 28               | Enzo Valax          | França                   | 31.00     | 33.25     | 33.25  |       |
| 23        | 11  | 23               | Liam Brearley       | Canadá                   | 32.75     | 17.75     | 32.75  |       |
| 24        | 44  | 6                | Jules De Sloover    | Bélgica                  | 30.50     | 31.25     | 31.25  |       |
| 25        | 23  | 8                | Jonas Boesiger      | Suíça                    | 24.75     | 13.75     | 24.75  |       |
| 26        | 48  | 17               | José Antonio Aragón | Espanha                  | 10.25     | 15.75     | 15.75  |       |
| 27        | 15  | 27               | Tiarn Collins       | Nova Zelândia            | DNS       | DNS       | DNS    | DNS   |
| 27        | 49  | 14               | Alberto Maffei      | Itália                   | DNS       | DNS       | DNS    | DNS   |

### Final
A final foi iniciada no dia 16 de março às 13h30. 
| Colocação         | Bib | Ordem de descida | Nome               | Nacionalidade  | Descida 1 | Descida 2 | Melhor |
| ----------------- | --- | ---------------- | ------------------ | -------------- | --------- | --------- | ------ |
| Medalha de ouro   | 24  | 15               | Marcus Kleveland   | Noruega        | 86.86     | 90.66     | 90.66  |
| Medalha de prata  | 32  | 9                | Sébastien Toutant  | Canadá         | 82.53     | 65.10     | 82.53  |
| Medalha de bronze | 7   | 13               | Rene Rinnekangas   | Finlândia      | 76.45     | 82.51     | 82.51  |
| 4                 | 1   | 6                | Red Gerard         | Estados Unidos | 82.28     | 47.33     | 82.28  |
| 5                 | 14  | 7                | Kaito Hamada       | Japão          | 80.23     | 40.31     | 80.23  |
| 6                 | 33  | 5                | Maxence Parrot     | Canadá         | 78.60     | 49.26     | 78.60  |
| 7                 | 2   | 11               | Dusty Henricksen   | Estados Unidos | 70.58     | 77.90     | 77.90  |
| 8                 | 9   | 12               | Hiroaki Kunitake   | Japão          | 49.00     | 77.76     | 77.76  |
| 9                 | 10  | 4                | Ruki Tobita        | Japão          | 74.85     | 39.23     | 74.85  |
| 10                | 12  | 16               | Leon Vockensperger | Alemanha       | 74.21     | 57.41     | 74.21  |
| 11                | 40  | 2                | Chris Corning      | Estados Unidos | 72.41     | 51.05     | 72.41  |
| 12                | 5   | 14               | Lyon Farrell       | Estados Unidos | 50.85     | 70.63     | 70.63  |
| 13                | 21  | 1                | Sebbe De Buck      | Bélgica        | 47.56     | 63.33     | 63.33  |
| 14                | 30  | 10               | Casper Wolf        | Países Baixos  | 61.43     | 49.93     | 61.43  |
| 15                | 13  | 8                | Torgeir Bergrem    | Noruega        | 43.93     | 30.96     | 43.93  |
| 16                | 47  | 3                | Naj Mekinc         | Eslovênia      | 25.03     | 31.46     | 31.46  |

Legenda
| Recorde mundial       | Recorde mundial (World record)               |                       | Recorde africano                      | Recorde africano (African) |                                           | Q | Classificado por posição (Qualified) |
| Recorde do campeonato | Recorde do campeonato (Championship record)  | Recorde da América    | Recorde da América (Americas)         | q                          | Classificado por melhor tempo (Qualified) |   |                                      |
| Melhor marca do ano   | Melhor marca do ano (World leading)          | Recorde asiático      | Recorde asiático (Asian)              | DNS                        | Não largou (Did not start)                |   |                                      |
| Recorde nacional      | Recorde nacional (National record)           | Recorde europeu       | Recorde europeu (European)            | DNF                        | Não terminou (Did not finish)             |   |                                      |
| Recorde pessoal       | Recorde pessoal do atleta (Personal best)    | Recorde da Oceania    | Recorde da Oceania (Oceania)          | DSQ / DQ                   | Desclassificado (Disqualified)            |   |                                      |
| Recorde da temporada  | Recorde da temporada do atleta (Season best) | Recorde sul-americano | Recorde sul-americano (South America) | NM                         | Sem marca (No mark)                       |   |                                      |